# Carles Delclaux Is
Pour les articles homonymes, voir Is.

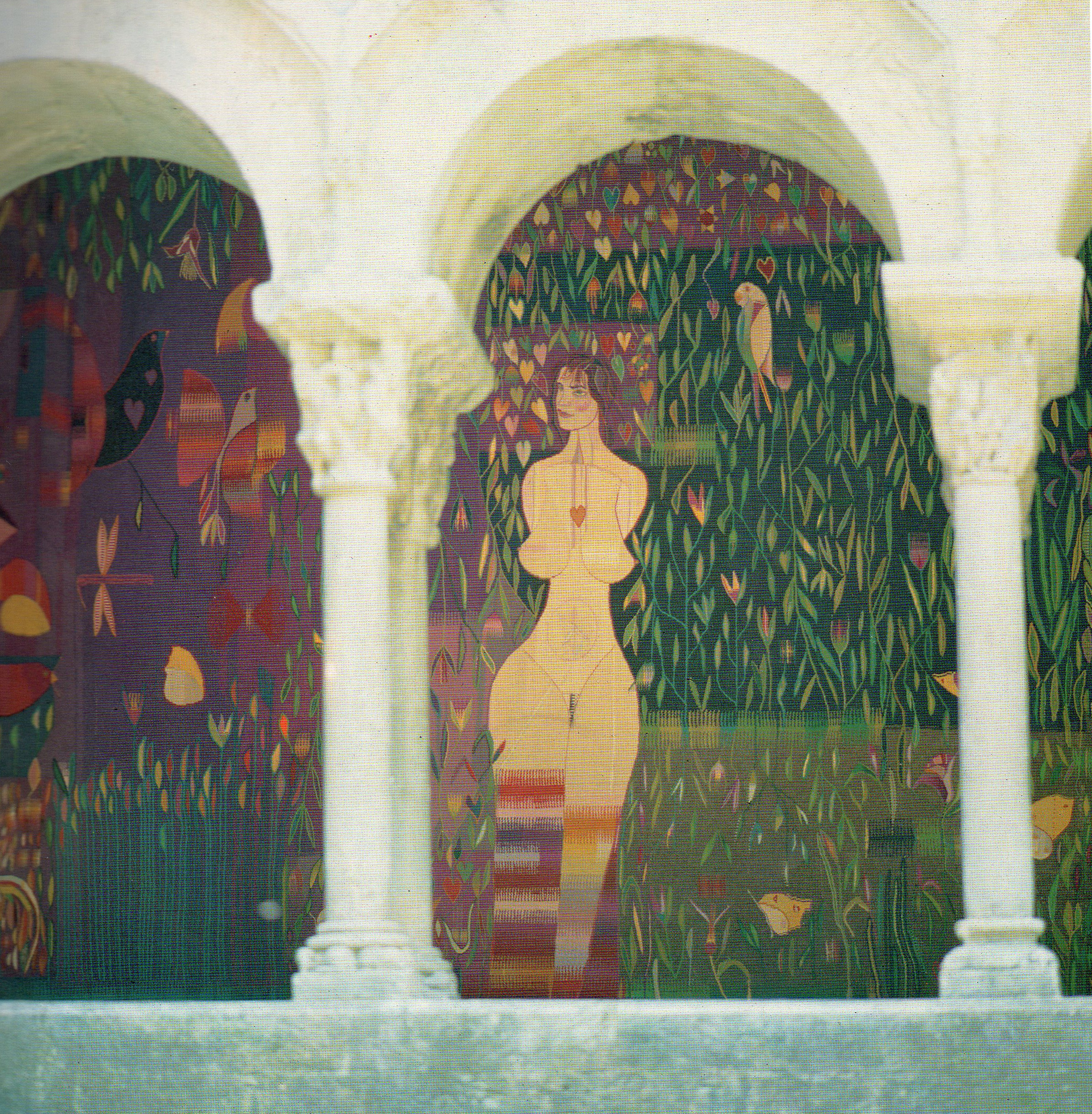
L'Empordanet, fragment de tapisserie,, 1981

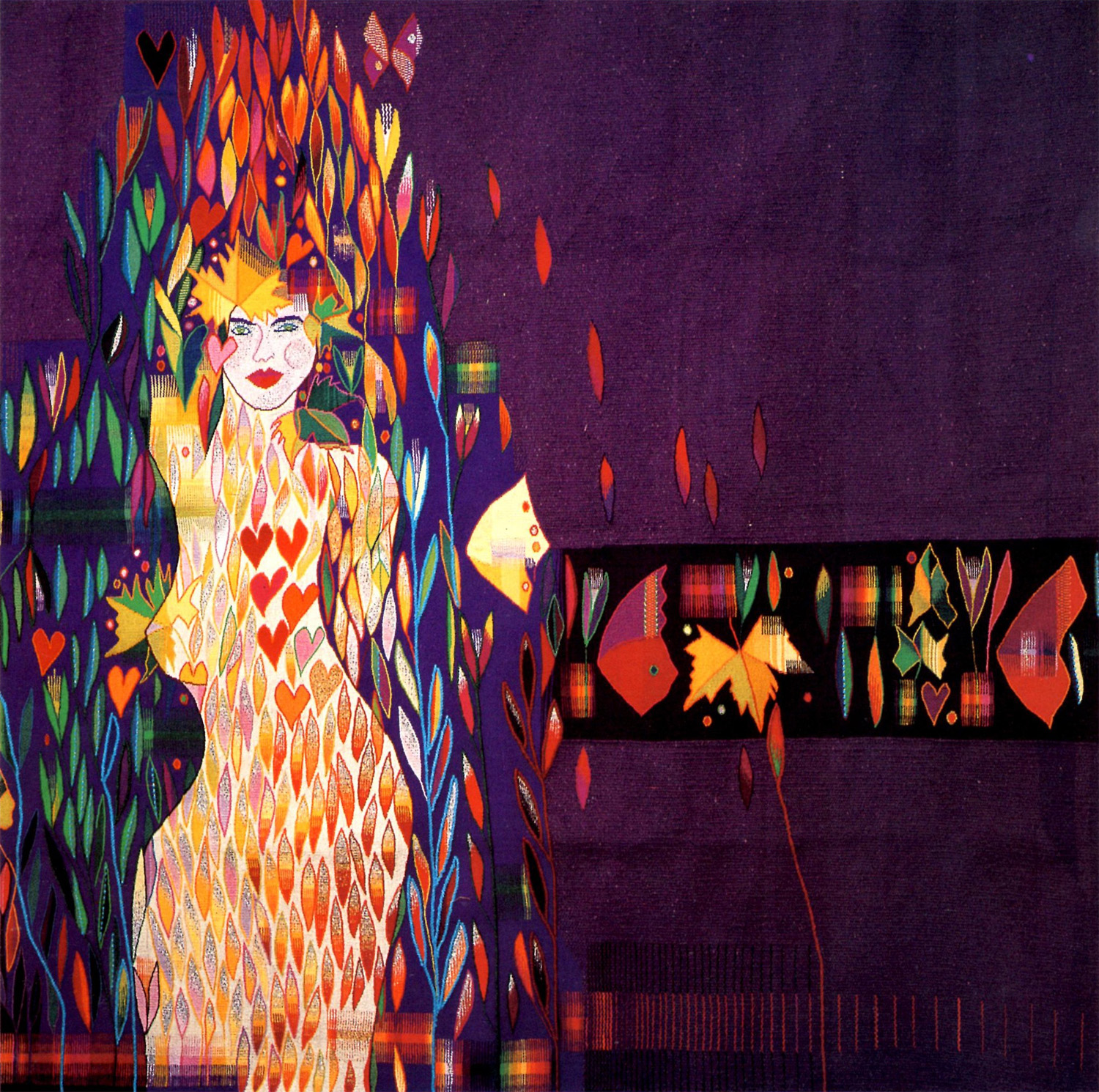
Damunt de tu només les flors, tapisserie,, 1981

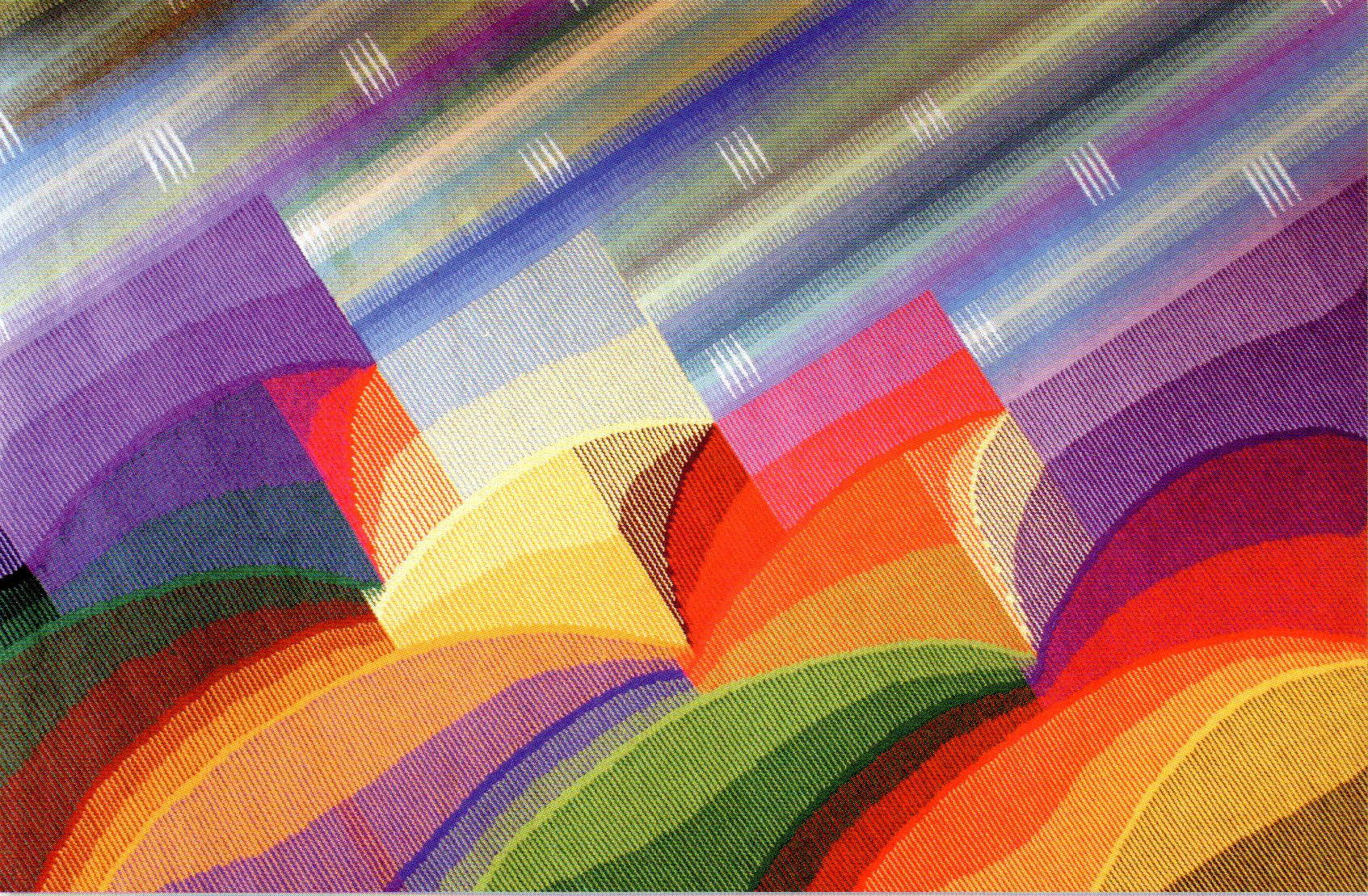
Corinti, tapisserie,, 2007

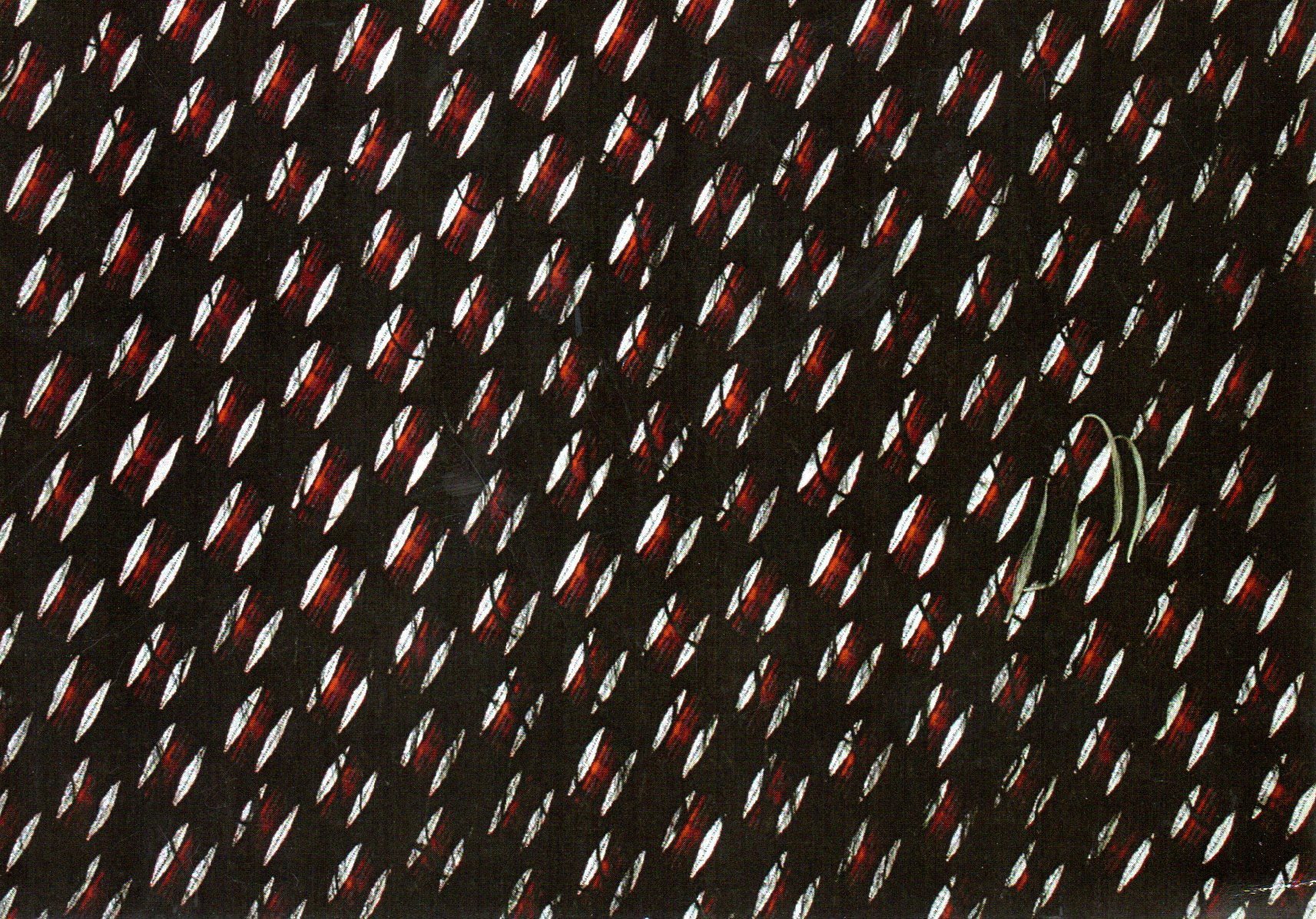
Espermatofèminis, tapisserie,, 2009

Carles Delclaux Is (né en 1951 à Sant Cugat del Vallès) est un artiste textile espagnol formé aux manufactures Aymat à Sant Cugat del Vallès et à l'Escola Massana, une école des beaux-arts à Barcelone,.

## Biographie
Carles Delclaux a dirigé l'École catalane de tapisserie, à Sant Cugat, de 1970 à 1974. Lorsqu'elle a été déplacée à Girona en 1975, il y a créé une chaire en tapisserie sur la base de l'académisme et l'apprentissage du métier de tisseur.
Il a recréé les œuvres de plusieurs artistes, interprétant Josep Grau-Garriga, Joan-Josep Tharrats (en), Josep Maria Subirachs, Joan Miró, Manolo Millares, José Beulas, Modest Cuixart, Pere Lloses, Domènec Fita, Narcís Comadira, Juan José Torralba, Francesc Torres Monsó, Marcel Martí et d'autres. 
Son œuvre fait partie des collections de musées tels que le MACBA, le CDAN, le musée de la Tapisserie contemporaine Casa Aymat, le CDMT, mais aussi de collections privées et d'institutions publiques.

## Galerie

Miró, Delclaux et Royo. Première version de la Tapisserie de Tarragone. Manufactures Aymat, 1970
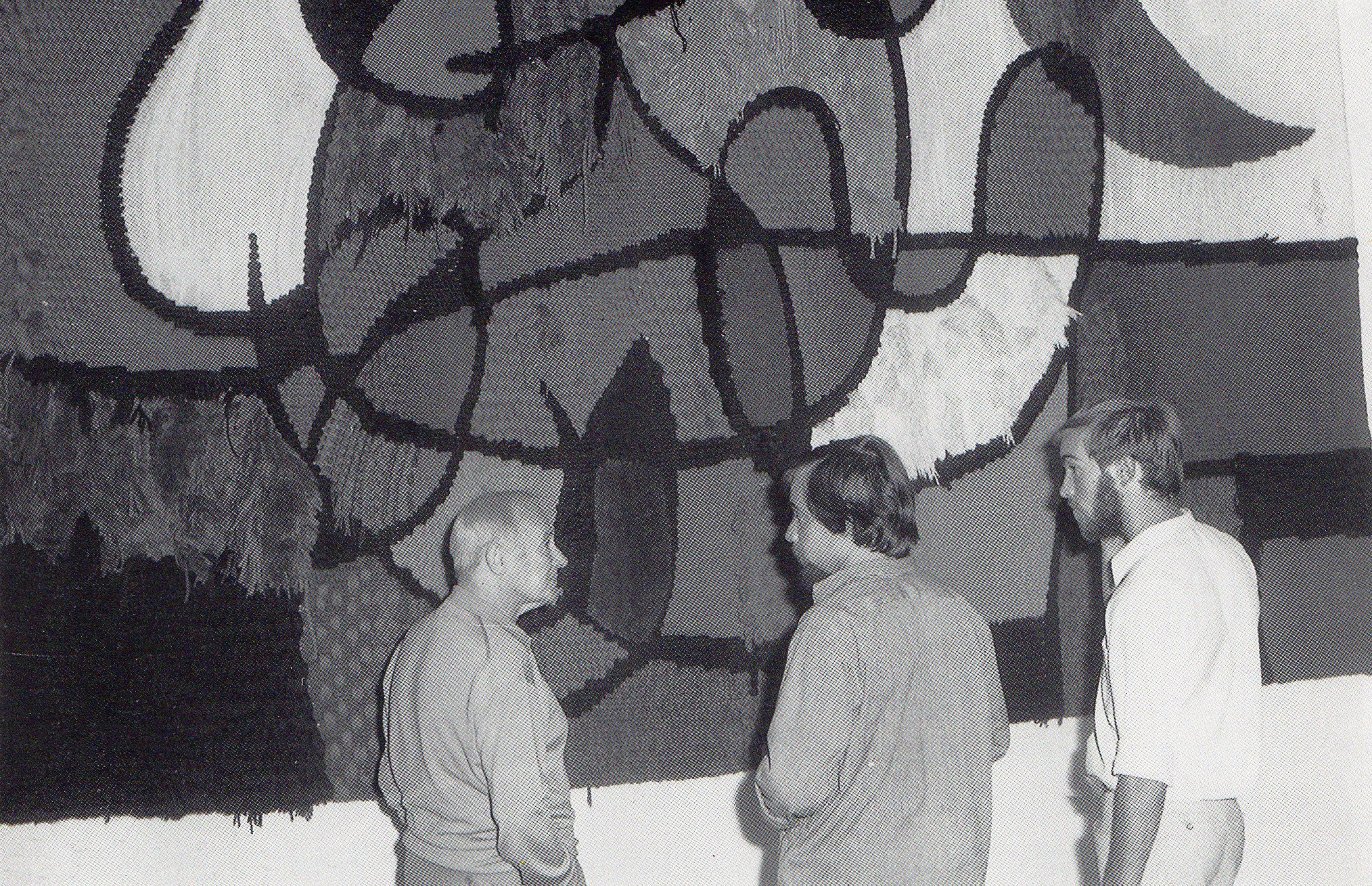
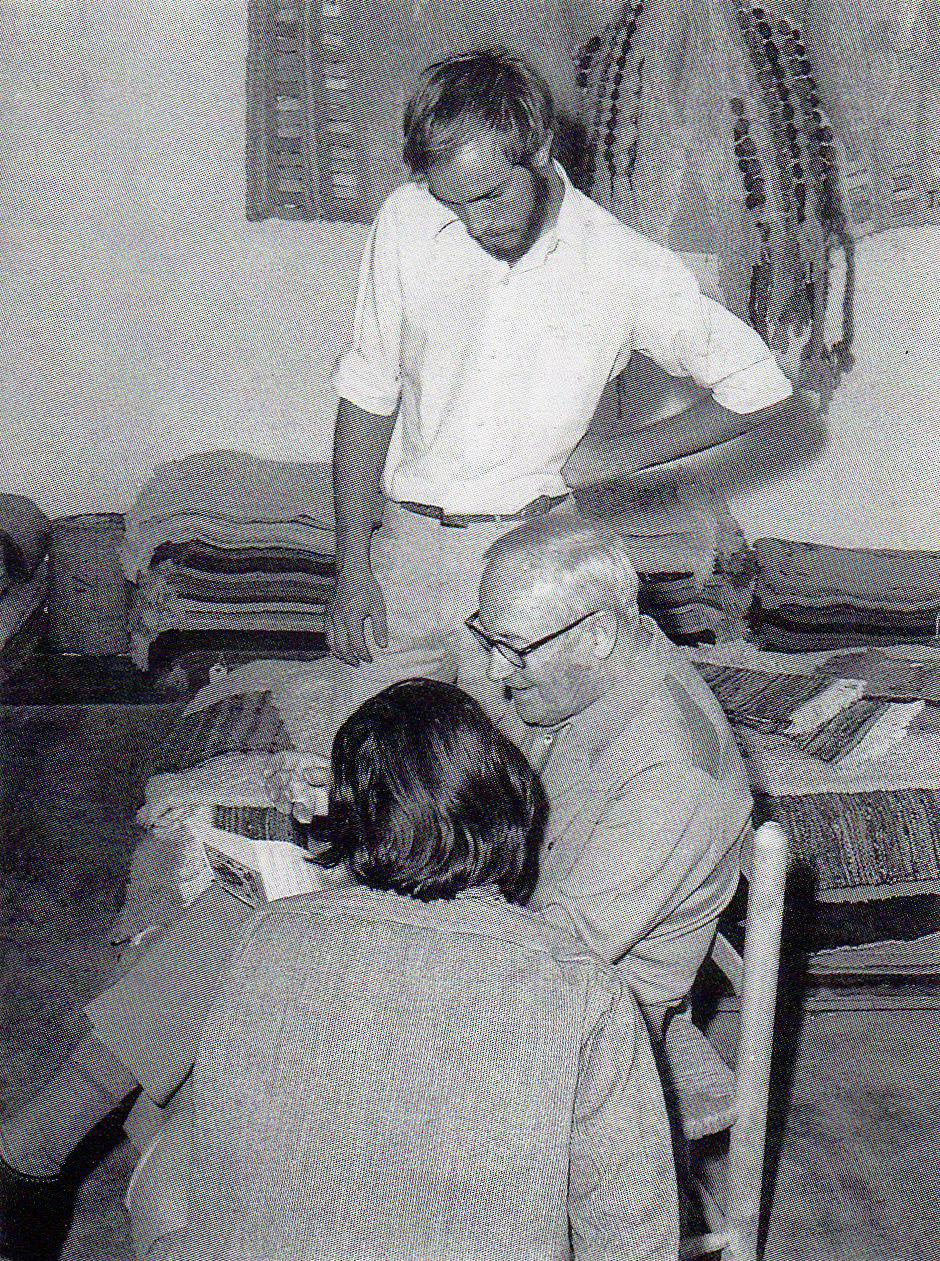